# Sherman Fairchild
Sherman Mills Fairchild (7 de abril de 1896 - 28 de marzo de 1971) fue un empresario e inversor estadounidense que fundó más de setenta compañías, incluidas Fairchild Aviation, Fairchild Aircraft y Fairchild Camera and Instrument. Realizó importantes contribuciones a la industria de la aviación y fue incluido en el Salón de la Fama de la Aviación Nacional en 1979. La División de Semiconductores de su compañía de cámaras fotográficas jugó un papel decisivo en Silicon Valley. Registró más de 30 patentes para productos que abarcaban desde el semiconductor de silicio hasta la cámara cinematográfica de 8 mm con sonido para el hogar. También inventó el primer obturador fotográfico sincronizado con un flash, e intervino en el desarrollo de tecnologías para cámaras aéreas que posteriormente se utilizarían en el Programa Apolo.

## Primeros años y educación

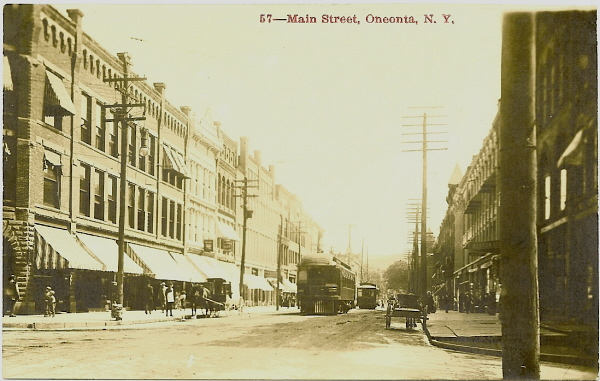
Main Street Oneonta, Nueva York (1909)

Nacido en Oneonta (Nueva York), Sherman Fairchild fue el único hijo de George Winthrop Fairchild (1854-1924) y de Josephine Mills Sherman (1859-1924). Su padre era un miembro del Congreso por el partido republicano, así como cofundador y primer presidente de IBM. Su madre era hija de William Sherman, de Davenport, Iowa.
Como hijo único, recibió una multimillonaria herencia compuesta por numerosas propiedades inmobiliarias después de que su padre muriera el 31 de diciembre de 1924. También heredó de su padre las acciones de IBM, convirtiéndose en el mayor accionista individual de la compañía hasta su muerte en 1971.
Conocido por ser un niño particularmente brillante y naturalmente curioso, Fairchild se matriculó en la Universidad Harvard en 1915, donde, en su primer año, inventó el primer obturador y flash sincronizados para una cámara fotográfica. Durante sus años universitarios contrajo tuberculosis y, siguiendo el consejo de su médico, se mudó a Arizona para aprovechar el clima seco que lo ayudaría en su recuperación. Mientras estaba allí, se inscribió en la Universidad de Arizona, donde se interesó cada vez más en la fotografía. Más adelante se trasladó a la Universidad de Columbia en Nueva York y estuvo inscrito en Columbia College de 1919 a 1920. Debido a sus continuos problemas médicos, no obtuvo un título de ninguna de estas escuelas. En cambio, siguió adelante con su deseo de convertirse en empresario.

## Fotografía aérea

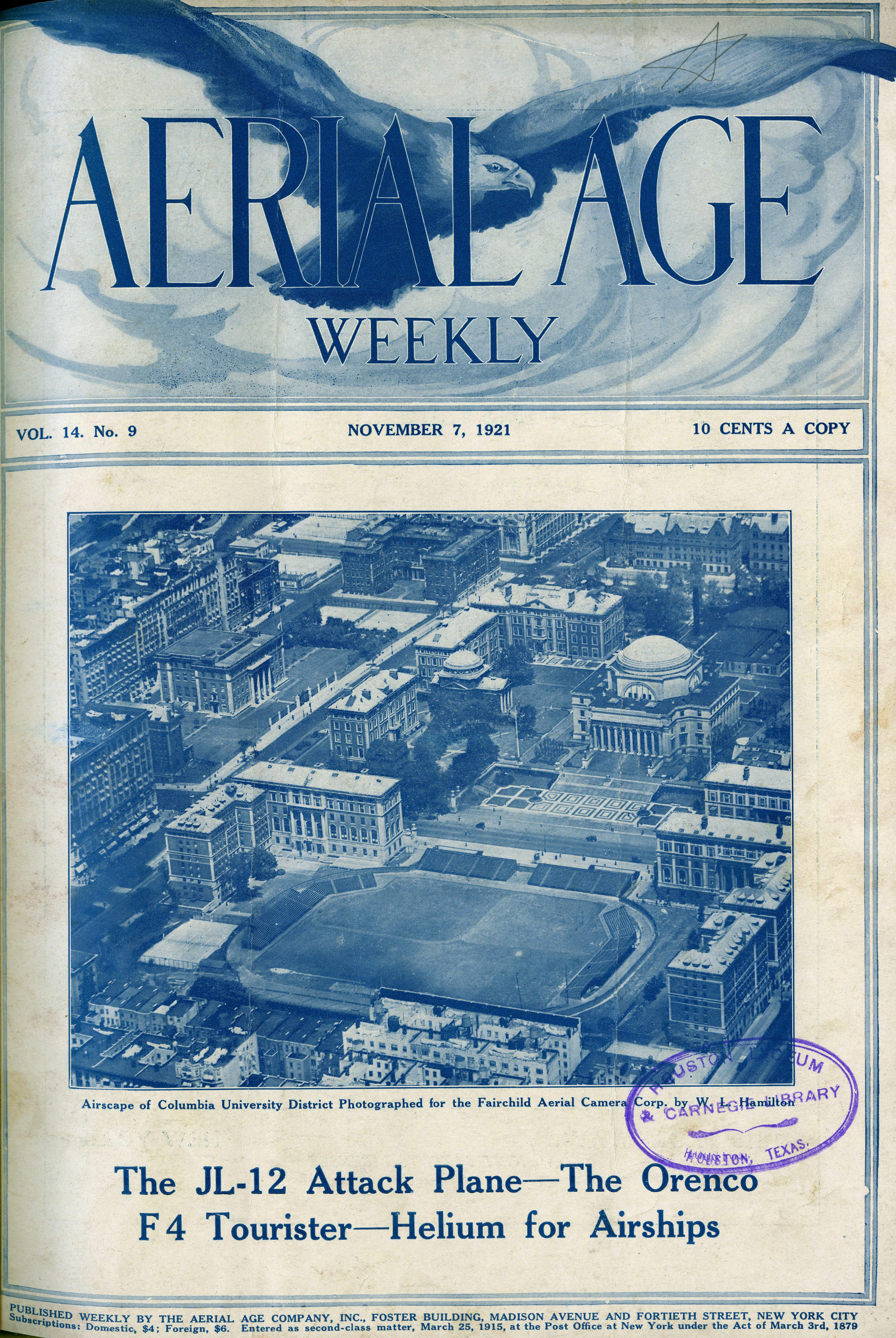
Aerial Age 7 de noviembre de 1921, portada de la revista con una fotografía aérea de la Universidad de Columbia tomada por W. L. Hamilton para Fairchild Aerial Camera Corp.

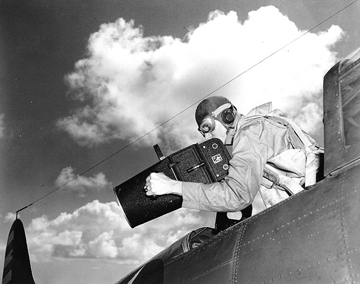
Cámara aérea Fairchild F-1

En 1917, después de ser rechazado por el ejército debido a su mala salud, Fairchild estaba decidido a encontrar otra forma de apoyar el esfuerzo bélico propiciado por la Primera Guerra Mundial. Fairchild y su padre fueron a Washington y ganaron un contrato del gobierno para desarrollar una cámara aérea mejorada. La cámara tenía un obturador dentro de la lente, lo que reducía la importante distorsión de la imagen causada por las velocidades de obturación lentas que no podían seguir el ritmo del movimiento del avión. El gobierno de los EE. UU. le concedió un presupuesto de 7000 dólares para desarrollar el proyecto, que sin embargo terminó costando 40.000 dólares (su padre pagó la diferencia). Aunque los militares no aceptaron su cámara hasta que terminó la guerra, el gobierno de los EE. UU. compró dos cámaras para entrenamiento. Sin desanimarse, Fairchild centró su atención en desarrollar una cámara más avanzada y en febrero de 1920 estableció la Fairchild Aerial Camera Corporation (predecesora de la Fairchild Camera and Instrument). Poco después, el ejército de los EE. UU. le encargó otras 20 cámaras Fairchild adicionales y la seleccionó como el estándar para sus cámaras aéreas. La necesidad de cámaras aéreas Fairchild continuó creciendo, y así, durante la Segunda Guerra Mundial, más del 90% de todas las cámaras aéreas utilizadas por las Fuerzas Aliadas estaban diseñadas o fabricadas por Fairchild.

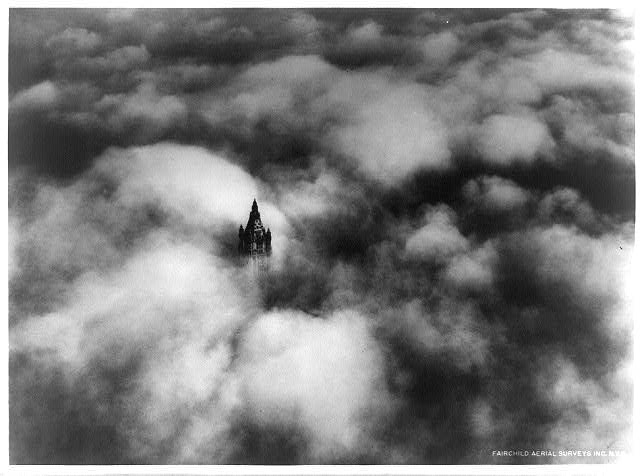
Famosa vista del edificio Woolworth en 1928 (Fairchild Aerial Surveys Inc.)

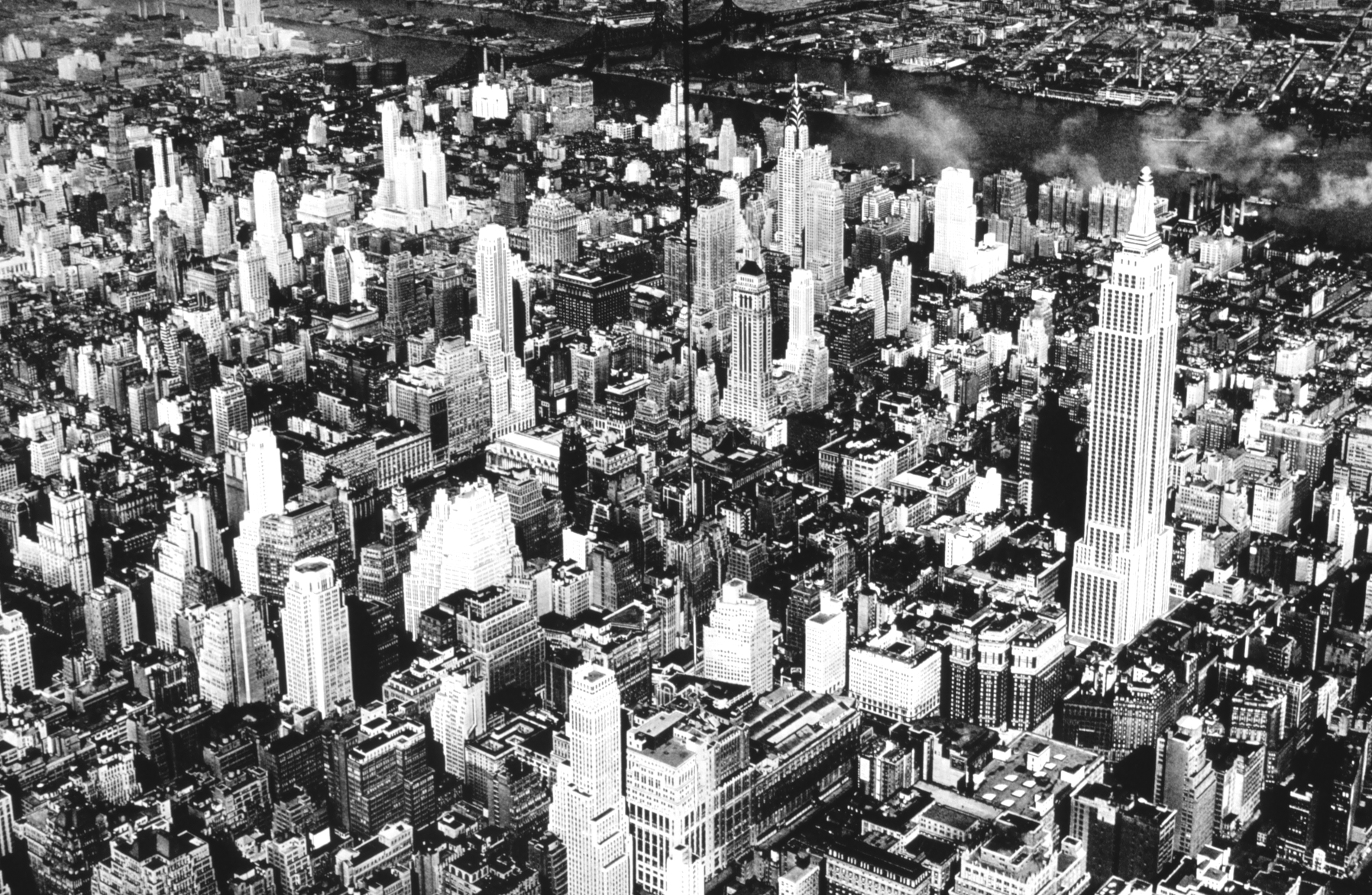
New York City 1932
Fairchild Aerial Surveys Inc.

### Fairchild Aerial Surveys
Fairchild quería ampliar las capacidades de sus cámaras para la elaboración de mapas y para la topografía aérea. En 1921 fundó la compañía Fairchild Aerial Surveys y compró un biplano Fokker D.VII excedente de la Primera Guerra Mundial para tomar sus fotografías aéreas. Poco después, Fairchild consiguió un contrato para hacer un fotomapa de Newark (Nueva Jersey), que fue el primer mapeo aéreo de una gran ciudad. En 1923, Fairchild fundó Fairchild Aerial Surveys of Canada, Limited después de que el jefe forestal de la Laurentide Paper Company le encargara que realizara topografías aéreas de Canadá. De regreso a los Estados Unidos, hizo un mapa aéreo de Manhattan que se convirtió en un éxito comercial, siendo utilizado por varias empresas de Nueva York. Otras ciudades comenzaron a utilizar la cartografía aérea, ya que descubrieron que era más rápido y menos costoso que los estudios terrestres de la época. La fotografía aérea resultó ser una empresa comercial exitosa. Para satisfacer esta creciente demanda comercial de topografía aérea, Fairchild fundó Fairchild Aerial Surveys en los Estados Unidos. Entre los fotógrafos aéreos de Fairchild durante la década de 1920 se encontraba Edith Keating, una de las primeras fotógrafas aéreas y más tarde defensora de la inclusión de mujeres piloto en la Segunda Guerra Mundial. En 1965 vendió Fairchild Aerial Surveys a Aero Services, Inc., que decidió conservar solo las fotografías más recientes y deshacerse de las demás. Un ex empleado de Fairchild se enteró de lo que se pretendía, y pudo llevar el material más antiguo a tres instituciones del sur de California: el Whittier College, la Universidad de California en Los Ángeles y la Universidad Estatal de California en Northridge, donde conocía a profesores que harían un buen uso del material. El Whittier College cerró el acceso a las fotografías en 2010 y en 2012 la colección se puso a la venta. La Universidad de California en Santa Bárbara adquirió la colección en diciembre de 2012.

### Fotografía lunar

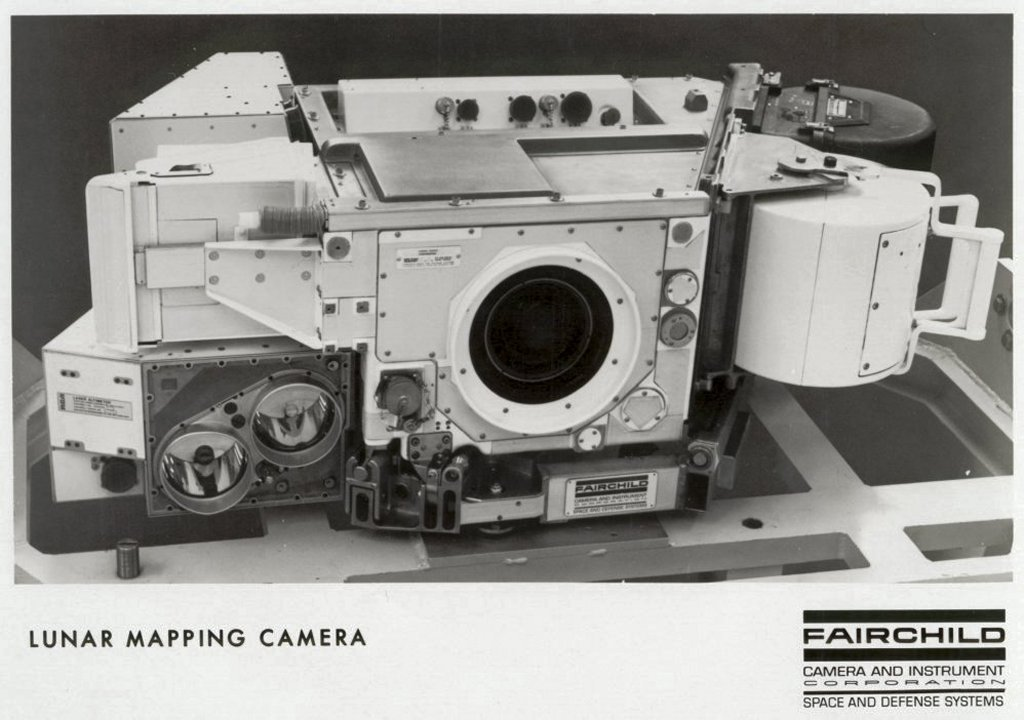
Cámara de cartografía lunar Fairchild

La Fairchild Corporation desarrolló la cámara de cartografía lunar Fairchild (también conocida como cámara métrica) para la NASA. La cámara se transportó en las misiones Apolo 15, 16 y 17, y tomó fotografías desde la órbita lunar. Las cámaras de cartografía lunar capturaron más de 7000 fotogramas, que cubrían aproximadamente el 20 % de la superficie lunar. Estos fotogramas se utilizaron para producir mapas fotográficos topográficos de la luna.

## Fabricación de aviones

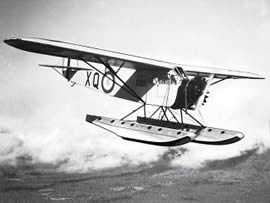
FC-2

Fairchild pronto se dio cuenta de que los aviones existentes no eran adecuados para el tipo de maniobras y condiciones extremas que a menudo se encontraban durante la fotografía aérea. En 1925, formó la Fairchild Aviation Corporation en Long Island, Nueva York, para construir el Fairchild FC-2, un avión diseñado específicamente para proporcionar cartografía aérea y topografía precisas. Fairchild fue una fuerza dominante en la industria de la aviación durante este período, convirtiéndose en uno de los mayores fabricantes de aviones comerciales del país. Entre 1927 y 1930, la compañía entregó más de 300 unidades del FC-2, la versión de producción en serie del avión de cartografía aérea FC-1 La aeronave podía transportar hasta cinco pasajeros y también podía estar equipada con tren de aterrizaje flotante o con esquíes. El FC-2 fue elegido posteriormente para acompañar a Charles Lindbergh en su gira de 23 000 millas (37 014,8 km) por América. También transportó el primer correo aéreo internacional de Cayo Hueso (Florida) a La Habana. En el lapso de 9 meses, Fairchild pasó de la producción inicial a ser el segundo mayor productor de aviones del mundo.

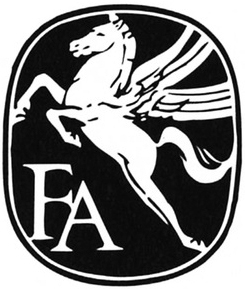
Logotipo de Fairchild Aviation

Fairchild creó, compró, fusionó y vendió su empresa de aviación varias veces. Constituyó Fairchild Aviation Corporation como sociedad de cartera para todos sus otros negocios, siendo dos de sus filiales más grandes la Fairchild Airplane Manufacturing Corporation de Farmingdale (Nueva York) y la Kreider-Reisner Aircraft Company de Hagerstown (Maryland). La Aviation Corp (AVCO) compró Fairchild Aviation y sus filiales en 1930. Sin embargo, al año siguiente Fairchild recompró la Fairchild Aviation Corp y, finalmente, todas sus empresas subordinadas. En 1936, Fairchild Aviation vendió todos sus intereses de fabricación de aeronaves a la nueva Fairchild Engine and Airplane Co.

### Historial de adquisiciones, fusiones y desinversiones
Creada en 1924, la Fairchild Airplane and Manufacturing Co. fue la subsidiaria original de fabricación de aeronaves de Fairchild Aviation Corp. Su propósito principal era diseñar y construir aeronaves para las cámaras aéreas de Fairchild. Fue comprada por AVCO en 1930, después se fusionó con Fairchild Engine Co. para formar la American Airplane and Engine Corp, que luego compró a su vez American Airplane and Engine en 1934 para convertirse en Fairchild Aircraft Manufacturing and Engine Co. En la reorganización de 1936 se convirtió en la Fairchild Engine and Airplane Co. y tomó el control de todas las actividades de fabricación y diseño de aeronaves y motores de Fairchild. En 1950, se convirtió en la Fairchild Engine and Airplane Company.
Durante la década de 1960, Fairchild atravesó una serie de cambios y adquisiciones. La empresa cambió su nombre a Fairchild-Stratos Corporation en 1961 y comenzó a construir satélites de detección de meteoritos para la NASA, así como cámaras que se utilizaron durante las misiones Apolo. Después de adquirir Hiller Aircraft en 1964, se convirtió en Fairchild Hiller. Poco después, ese mismo año, Fairchild adquirió Republic Aviation, que se convirtió en la División Republic Aviation de Fairchild Hiller. Fairchild creó la división Space & Electronic Systems en 1965 para producir naves espaciales y los subsistemas asociados. La división también fabricó piezas para el F-4 Phantom y el Boeing 747 Jumbo Jet.

### Kreider-Reisner Aircraft Co.
En 1929, Fairchild adquirió una participación mayoritaria en Kreider-Reisner Co. y comenzó a construir nuevas instalaciones de fabricación en el aeródromo de Hagerstown. Durante la Gran Depresión consolidó su negocio de aviones en Hagerstown para formar la Fairchild Aircraft Corp en 1935, que se convirtió en su principal subsidiaria de fabricación de aviones en EE. UU. La planta comenzó a fabricar nuevos aviones, incluidos el Fairchild Modelo 22 (1931), el Modelo 24 (1932), el Modelo 95 (1934–USAAC XC-31), el Modelo 91, el Jungle Clipper (1935), el Modelo 45 (1935) y el Modelo 46 (1937). Después de numerosos cambios, se convirtió en la División de Aviones en 1967, que se dividió en una reorganización corporativa después de la muerte de Fairchild.

### Principales aeronaves fabricadas

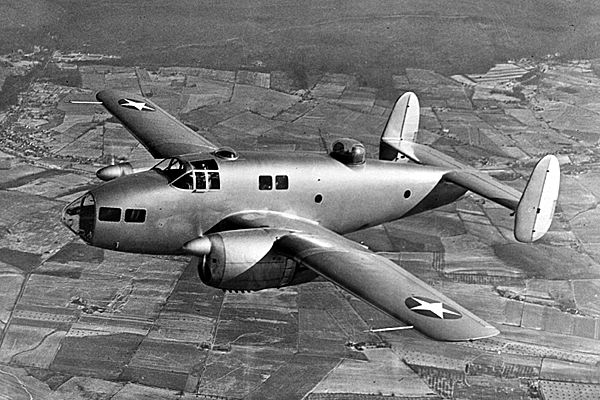
Fairchild AT-21 Gunner

A lo largo de los años, los aviones Fairchild desempeñaron papeles importantes en las industrias militar, de transporte, de carga y de topografía. En 1939, Fairchild compró un proceso desarrollado por Virginius E. Clark en el que se utilizaba un compuesto hecho de capas calientes de madera contrachapada empapadas con adhesivo de resina y unidas bajo presión para construir fuselajes. Fairchild participó en el desarrollo y producción del proceso al que rebautizó como Duramold y que luego utilizó en el modelo de entrenamiento Fairchild AT-21 Gunner. Antes del estallido de la Segunda Guerra Mundial, se dio cuenta del gran potencial de ventas de los aviones de adiestramiento y desarrolló el Modelo 62 (M-62), que cumplía los requisitos tanto de las escuelas de vuelo militares como de las civiles.

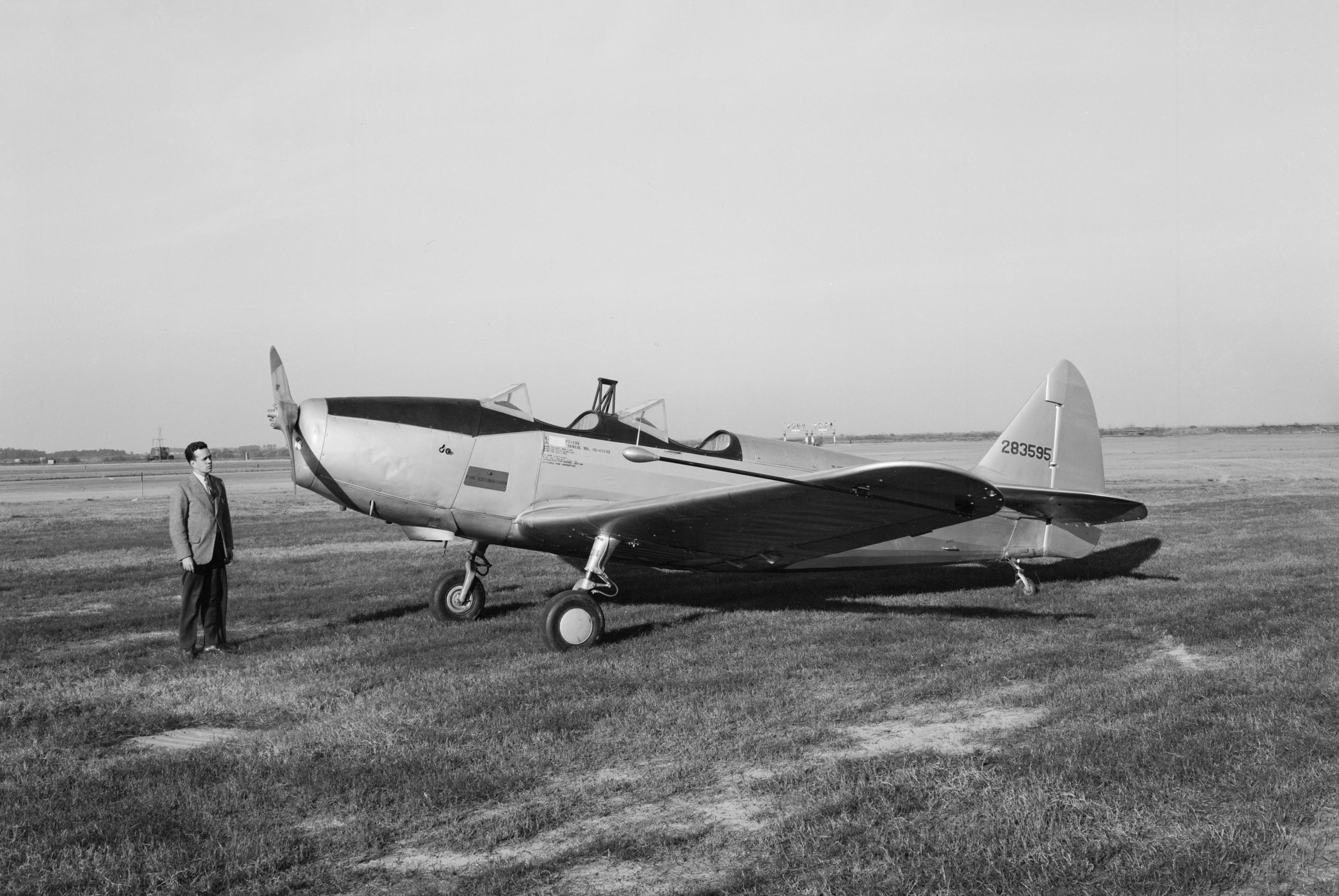
Fairchild PT-19

En el verano de 1939, presentó el avión en un concurso promovido por el Ejército de los Estados Unidos para elegir el avión de adiestramiento principal. Cuando el M-62 ganó el concurso, el Cuerpo Aéreo le otorgó a Fairchild un contrato por 270 aviones que se denominarían Fairchild PT-19. El modelo PT-19 fue el producto principal de la planta de Fairchild en Hagerstown.

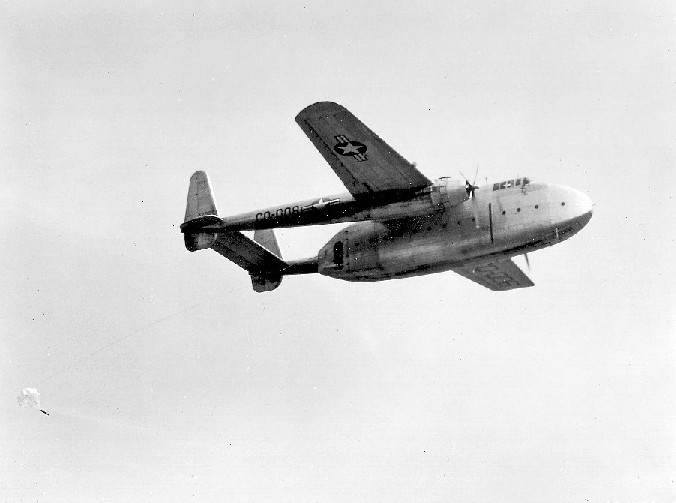
C-82 Packet

En 1942 se desarrolló el Fairchild Model 78, que fue diseñado específicamente para el transporte militar. Se le adjudicó un contrato militar para construir su avión de doble cola de gran capacidad, que presentaba una puerta trasera con bisagras que se usaba para transportar cargas voluminosas y que se denominaría Fairchild C-82 Packet. Se le apodó "Flying Boxcar" porque la capacidad de carga del avión de 2870 pies cúbicos (81,3 m³) era la misma que la de un vagón de ferrocarril estándar. Se utilizó después de la Segunda Guerra Mundial para transportar vehículos ensamblados a Berlín. Fairchild pudo seguir siendo rentable después de la guerra mediante la fabricación del Fairchild C-119 Flying Boxcar, una versión mejorada del Packet que incorporaba motores más potentes y mayor capacidad.

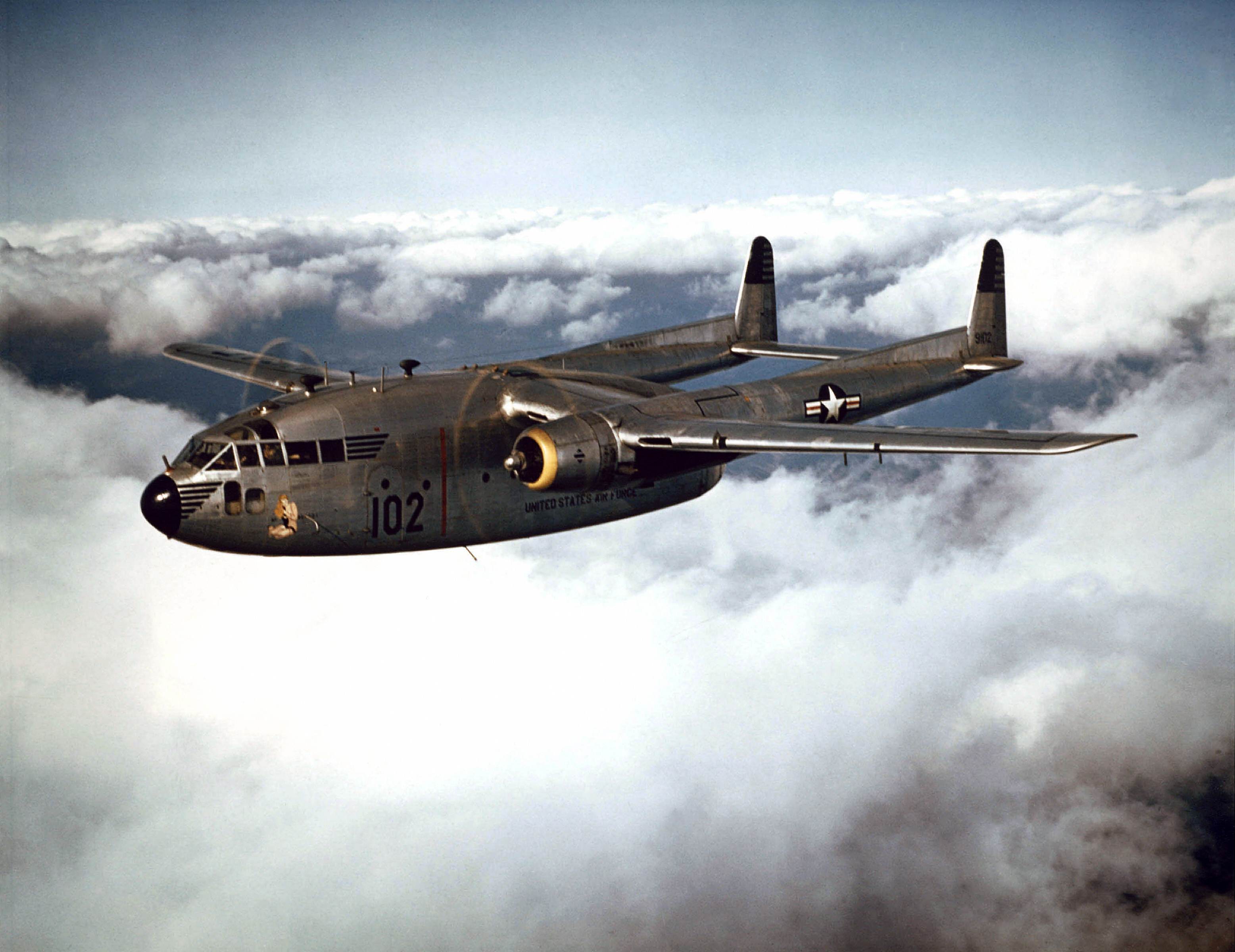
Fairchild C-119 Flying Boxcar

Desde diciembre de 1949 hasta 1955 se construyeron más de 1100 unidades del C-119. Este fue el último diseño de Fairchild que se produjo en masa. El C-119 finalmente sería sustituido por el Fairchild AC-119, un helicóptero de ataque nocturno utilizado en la Guerra de Vietnam. En la década de 1950 se fabricó el Fairchild C-123 Provider, un transporte de asalto de corto alcance que se utilizó para distintos propósitos, incluida la pulverización de sustancias defoliantes en Vietnam.

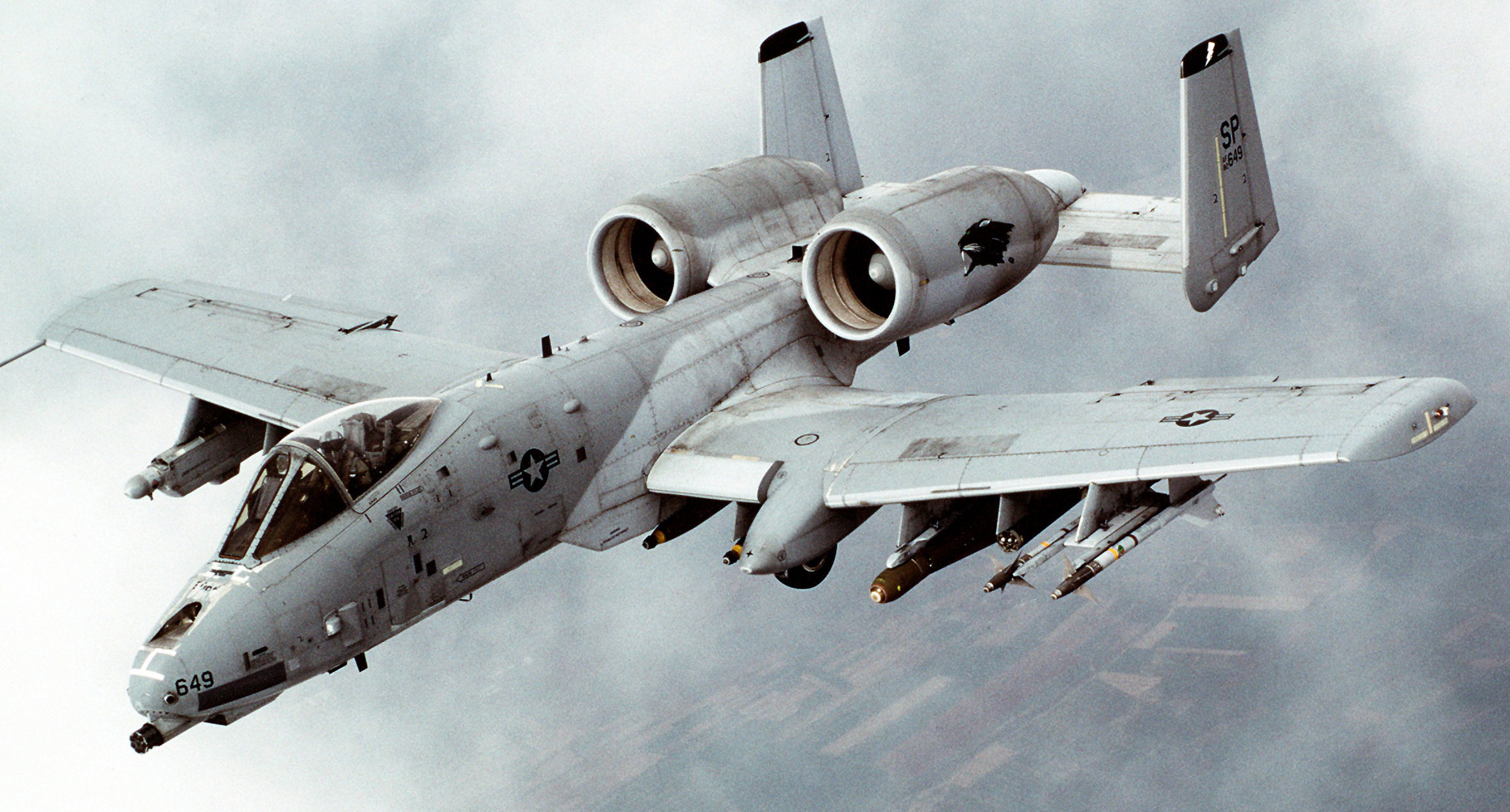
A-10 Thunderbolt II

En 1956 construyó el avión de pasajeros Friendship (Fokker F27 Friendship), un modelo que Fokker licenció a Fairchild para que pudiera fabricarse en los EE. UU. También fabricó una versión alargada de este avión, llamada FH-227. El avión, de 40 asientos, fue el primero en ofrecer a sus pasajeros aire acondicionado y presurización dentro del mercado de los viajes de corta distancia. Se volvió ampliamente utilizado como avión "alimentador" para transportistas comerciales en todo el mundo. Después de adquirir Hiller Helicopters y convertirse en Fairchild Hiller en 1964, presentó el helicóptero civil Fairchild Hiller FH-1100. El 18 de diciembre de 1970, la Fuerza Aérea seleccionó a Fairchild para desarrollar el prototipo YA-10A, que fue el último proyecto de aeronave realizado antes de la muerte de Fairchild en 1971. La producción del A-10 Thunderbolt II comenzó en 1974. Fue apodado "Warthog" porque fue construido como un caballo de batalla, y su aspecto se calificó como de poco atractivo. Fue utilizado en 1991 al comienzo de la Operación Tormenta del Desierto durante la primera batalla terrestre. Los aviones asumieron más responsabilidades durante la guerra, ya que estaban construidos de manera sólida y podían soportar daños considerables en batalla. Después de sesenta años, todo el programa de aviones se cerró en 1987 tras el fracaso del programa T-46A.

## Empresa de grabación de audio
En 1931, Fairchild fundó la Fairchild Recording Equipment Corporation en Whitestone (Nueva York), para ampliar sus intereses en la fotografía y la proyección de imágenes. La compañía desarrolló los compresores de rango dinámico de audio mono y estéreo Fairchild 660.

## Vida personal
Como nunca se había casado ni había tenido hijos, Fairchild dedicó su tiempo a explorar diversos intereses. Además de mantener sus empresas, disfrutaba de la arquitectura, la cocina, el jazz, el baile, la filosofía y el tenis. Siempre estuvo atento a las oportunidades para crear o mejorar la tecnología o las capacidades existentes.

## Muerte
Sherman Fairchild murió el 28 de marzo de 1971, en el Hospital Roosevelt de Nueva York tras una larga convalecencia. Fue enterrado en el cementerio Glenwood de Oneonta, condado de Otsego, Nueva York, a poca distancia de su hogar de la infancia, que se convirtió en la Logia Masónica de Oneonta.

### Legado
Dejó legados a más de 50 familiares, amigos y ex empleados. La mayor parte de su patrimonio, de más de 200 millones de dólares, se destinó a dos fundaciones benéficas, la Fundación Fairchild y la Fundación Sherman Fairchild. Los activos de esta última en Chevy Chase (Maryland) han crecido hasta superar los 500 millones de dólares. Otros legados fueron 300.000 dólares al Hospital Roosevelt, 200.000 dólares al Ejército de Salvación y 100.000 dólares a la Sociedad Estadounidense para la Prevención de la Crueldad contra los Animales, en memoria de su tía May Fairchild. La fundación donó 6,5 millones de dólares a la Universidad de Columbia, la alma mater de Fairchild, para la construcción de un nuevo edificio de ciencias biológicas.